# La Revanche des losers
Pour plus de détails, voir Fiche technique et Distribution.
La Revanche des losers ou Les Benchwarmers : Ça chauffe sur le banc au Québec (The Benchwarmers), est un film américain sorti en avril 2006 aux États-Unis, réalisée par Dennis Dugan, mettant en vedette David Spade, Rob Schneider et Jon Heder.

## Synopsis
Trois hommes vont tenter, pour rattraper les occasions perdues de leur enfance, de former une équipe de base-ball et concourir avec des petites équipes de 2ème division.

## Fiche technique
- Titre original : The Benchwarmers
- Titre français : The Benchwarmers : Ça va chauffer
- Titre : La Revanche des losers
- Titre original : The Benchwarmers
- Titre québécois : Les Benchwarmers : Ça chauffe sur le banc
- Réalisation : Dennis Dugan
- Scénario : Allen Covert et Nick Swardson
- Musique : Waddy Wachtel
- Photographie : Thomas E. Ackerman
- Montage : Peck Prior et Sandy S. Solowitz
- Production : Jack Giarraputo et Adam Sandler
- Société de production : Revolution Studios et Happy Madison Productions
- Société de distribution : Columbia Pictures (États-Unis)
- Pays de production :  États-Unis
- Genre : Comédie
- Durée : 85 minutes
- Dates de sortie : 
  - États-Unis : 7 avril 2006
  - France : 23 janvier 2007 (vidéo)

## Distribution
Légendes : V. F. = Version Française V. Q. = Version Québécoise
- Rob Schneider (V. F. : Emmanuel Curtil ; V. Q. : François Godin) : Gus Matthews
- David Spade (V. F. : Guillaume Lebon ; V. Q. : François Sasseville) : Richie Goodman
- Jon Heder (V. F. : Emmanuel Garijo ; V. Q. : Philippe Martin) : Clark Reedy
- Jon Lovitz (V. F. : Michel Mella ; V. Q. : Jacques Lavallée) : Mel Carmichael, milliardaire
- Craig Kilborn (V. Q. : Martin Watier) : Jerry
- Molly Sims (V. Q. : Joëlle Morin) : Liz
- Tim Meadows (V. Q. : François L'Écuyer) : Wayne
- Nick Swardson (V. Q. : Sébastien Rajotte) : Howie Goodman
- Erinn Bartlett : Sarah
- Amaury Nolasco : Carlos
- Bill Romanowski : Karl
- Sean Salisbury : Brad
- Matt Weinberg : Kyle
- John P. Farley : homme qui nage
- Reggie Jackson : lui-même
- Terry Crews (V. Q. : Didier Lucien) : le gars qui joue au poker #1 avec la perruque
- Rachel Hunter : la mère sexy
- Garrett Julian (V. Q. : François-Nicolas Dolan) : Mitchell
- Alex Warrick (V. Q. : Alexandre Bacon) : Sammy Sprinkler
- Tom Savini (VF : Guy Chapellier) : KITT (voix)
- Ray Nicholson
- Ron Masak : Principal